# Isselburg – Werth
Koordinaten: 51° 49′ 12″ N, 6° 29′ 18″ O
Das Naturschutzgebiet Isselburg – Werth liegt auf dem Gebiet der Stadt Isselburg im Kreis Borken in Nordrhein-Westfalen.
Das aus zwei Teilflächen bestehende Gebiet erstreckt sich südöstlich der Kernstadt Isselburg und nordwestlich des Isselburger Stadtteils Werth. Südlich des Gebietes verlaufen die B 67 und die A 3, nördlich verläuft die Staatsgrenze zu den Niederlanden. Am nördlichen Rand des Gebietes und durch den nordöstlichen Teil hindurch fließt die  Issel. Südlich – im Kreis Wesel – erstreckt sich das 1857 ha große Naturschutzgebiet Isselniederung.

## Bedeutung
Für Isselburg ist seit 1988 ein rund 133,0 ha großes Gebiet unter der Kenn-Nummer BOR-027 als Naturschutzgebiet ausgewiesen.